# Gabriele Wohmann
Gabriele Wohmann, pseudonimo di Gabriele Guyot (Darmstadt, 21 maggio 1932 – Darmstadt, 22 giugno 2015), è stata una scrittrice tedesca.
Studente di germanistica a Francoforte sul Meno, fece parte del gruppo 47 e lavorò per breve tempo come insegnante. Prolifica scrittrice, diede alle stampe raccolte, romanzi e radiodrammi.

## Opere
- Hol mich einfach ab, Piper, München 2003
- Schön und gut, Piper, München 2002
- Abschied von der Schwester, Pendo, Zürich/München 2001
- Das Hallenbad, Piper, München 2000
- Das Handicap, Piper, München 1996
- Aber das war noch nicht das Schlimmste, Piper, München 1995
- Bitte nicht sterben, Piper, München 1993
- Der Flötenton, Luchterhand, Darmstadt/Neuwied 1987
- Das Glücksspiel, Luchterhand, Darmstadt/Neuwied 1981
- Ach wie gut daß niemand weiß, Luchterhand, Darmstadt/Neuwied 1980
- Frühherbst in Badenweiler, Luchterhand, Darmstadt 1978
- Ausflug mit der Mutter, Luchterhand, Darmstadt/Neuwied 1976
- Schönes Gehege, Luchterhand, Darmstadt/Neuwied 1975
- Paulinchen war allein zu Haus, Luchterhand, Darmstadt/Neuwied 1974
- Ernste Absicht, Luchterhand Verlag, Berlin/Neuwied 1970
- Abschied für länger, Walter, Olten/Freiburg im Breisgau 1965
- Jetzt und Nie, Luchterhand, Darmstadt/Neuwied 1958